# Kragsbjerg
Kragsbjerg et et kvarter i den sydøstlige del af Odense i Korsløkke Sogn. Kragsbjergkvateret ligger i Odense Kommune og tilhører Region Syddanmark. En del af Korsløkke Sogn består af den gamle landsby Ejby (Korsløkke Sogn)
|  | Denne artikel om lokaliteten Kragsbjerg kan blive bedre, hvis der indsættes et (bedre) billede. Du kan hjælpe ved at afsøge Wikimedia Commons for et passende billede eller lægge et op på Wikimedia Commons med en af de tilladte licenser og indsætte det i artiklen. |

|  | Denne artikel kan blive bedre, hvis der indsættes geografiske koordinater Denne artikel omhandler et emne, som har en geografisk lokation. Du kan hjælpe ved at indsætte koordinater i wikidata. |